# Jason Donald
Jason Thomas Donald, född den 4 september 1984 i Fresno i Kalifornien, är en amerikansk före detta professionell basebollspelare som spelade tre säsonger i Major League Baseball (MLB) 2010–2012. Donald var främst shortstop, men spelade även bland annat som andrabasman.
Donald tog brons för USA vid olympiska sommarspelen 2008 i Peking.

## Karriär

### High school och college
Donald draftades av Anaheim Angels 2003 som 600:e spelare totalt direkt från high school, men han valde att inte skriva på för klubben utan studera vid University of Arizona i stället.

### Major League Baseball

#### Philadelphia Phillies
Donald draftades för andra gången av Philadelphia Phillies 2006 som 97:e spelare totalt och redan samma år gjorde han proffsdebut i Phillies farmarklubbssystem. Där spelade han kvar till juli 2009 och nådde som högst AAA-klubben Lehigh Valley IronPigs.

#### Cleveland Indians
I juli 2009 byttes Donald och tre andra spelare bort till Cleveland Indians i utbyte mot två spelare, varav en var stjärnpitchern Cliff Lee. Resten av den säsongen spelade han för Indians AAA-klubb Columbus Clippers.
Även 2010 inledde Donald för Clippers, men han debuterade i MLB den 18 maj. Den 2 juni, bara ett par veckor efter debuten, var han inblandad i den säsongens mest omdiskuterade spelsituation i hela MLB. I en match mot Detroit Tigers hade Tigers pitcher Armando Galarraga bränt Indians 26 första slagmän i följd och behövde bara bränna en till för att ha kastat en perfect game, i så fall den blott 21:a i MLB:s historia. Den 27:e slagmannen var Donald, och han bedömdes vara inne vid första bas efter en svårbedömd situation. Tack vare det blev det ingen perfect game, men det visade sig på repriserna att Donald i själva verket borde varit bränd då Gallarraga hann före honom till första bas. Under hela Donalds första säsong i MLB hade han ett slaggenomsnitt på 0,253 med fyra homeruns och 24 RBI:s (inslagna poäng) på 88 matcher.
De följande två säsongerna fick Donald inte lika mycket speltid; han spelade 39 respektive 43 matcher för Indians. Båda säsongerna spelade han fler matcher i farmarligorna. 2011 hade han dock ett bra slaggenomsnitt för Indians, 0,318.

#### Cincinnati Reds
I december 2012 byttes Donald och en annan spelare bort till Cincinnati Reds som en del av en stor bytesaffär mellan tre klubbar som sammanlagt involverade nio spelare. Donald lyckades dock inte ta en plats i Reds spelartrupp när 2013 års säsong skulle inledas och han fick bara spela för AAA-klubben Louisville Bats.

#### Kansas City Royals
I december 2013 skrev Donald på ett minor league-kontrakt med Kansas City Royals, men återigen skickades han till en farmarklubb när säsongen skulle börja.

#### Texas Rangers
I slutet av maj 2014 köptes Donald av Texas Rangers och skickades till den klubbens högsta farmarklubb. Detta blev Donalds sista klubb som proffs.

### Internationellt
Donald tog brons för USA vid olympiska sommarspelen 2008 i Peking. Han spelade bra i OS och hade ett slaggenomsnitt på 0,381 i turneringen. I bronsmatchen mot Japan, som USA vann med 8–4, slog han en homerun och hade två RBI:s.